# Epitrioza ningxiana
Epitrioza ningxiana är en insektsart som beskrevs av Yang och Li 1981. Epitrioza ningxiana ingår i släktet Epitrioza och familjen spetsbladloppor. Inga underarter finns listade i Catalogue of Life.